# Canonisation de Thérèse de Lisieux

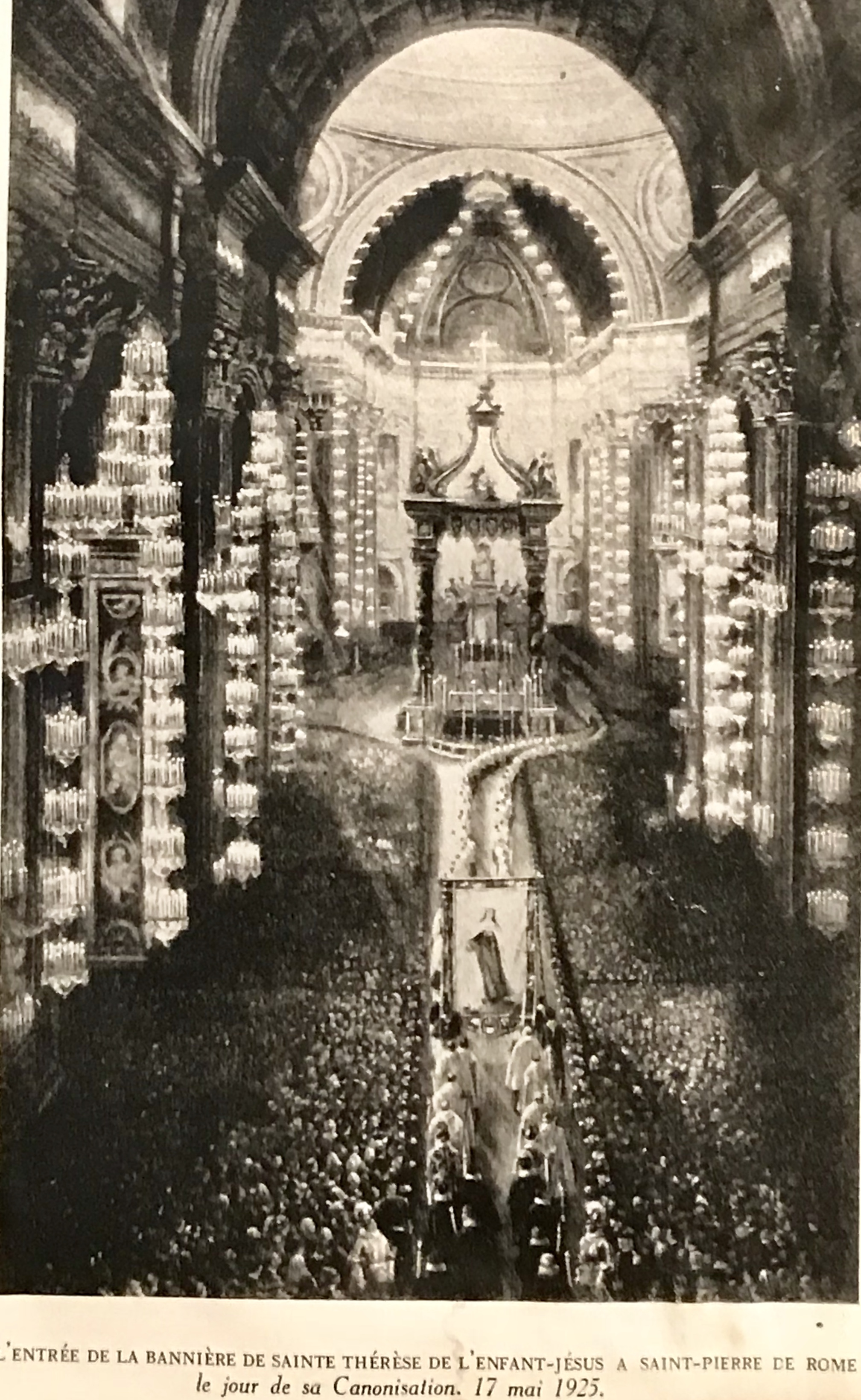
Canonisation de Thérèse de Lisieux le 17 mai 1925 dans la basilique Saint-Pierre de Rome.

La canonisation de Thérèse de Lisieux a lieu le 17 mai 1925 à Rome, dans la basilique Saint-Pierre, au cours d'une cérémonie présidée par le pape Pie XI. Elle marque l'aboutissement du processus de reconnaissance de la sainteté de la carmélite française Thérèse de l'Enfant-Jésus, morte en 1897 à l'âge de 24 ans. Figure majeure de la spiritualité catholique contemporaine, sa canonisation est l'une des plus rapides de l'histoire moderne de l'Église. Elle est suivie de sa proclamation comme patronne secondaire des missions, puis, en 1997, de son élévation au rang de docteure de l'Église.

## Contexte
Thérèse Martin, religieuse carmélite connue sous le nom de sœur Thérèse de l'Enfant-Jésus et de la Sainte-Face, meurt au carmel de Lisieux le 30 septembre 1897. Elle laisse une autobiographie spirituelle, Histoire d'une âme, qui connaît un succès immédiat dans les milieux catholiques. Rapidement, de nombreuses personnes affirment avoir reçu des grâces par son intercession.
Des milliers de lettres, témoignages et récits affluent à Lisieux, renforçant sa réputation de sainteté. La diffusion de son message spirituel, basé sur la « petite voie » de confiance et d'abandon, suscite une dévotion populaire très active, en France et à l'étranger.

## Procès de canonisation
Le procès en béatification est officiellement ouvert le 10 juin 1914 à Bayeux. En raison de la Première Guerre mondiale, l'enquête progresse lentement. En 1921, le pape Benoît XV reconnaît l'héroïcité des vertus de Thérèse, la déclarant vénérable.
Deux guérisons miraculeuses sont retenues pour sa béatification : celle d'une jeune Italienne atteinte d'appendicite aiguë, et celle d'une religieuse belge souffrant de tuberculose.
La béatification est célébrée le 29 avril 1923 par Pie XI. À cette occasion, le pape qualifie Thérèse de « plus grande sainte des temps modernes ».

## Canonisation
La canonisation de Thérèse de Lisieux se déroule le dimanche 17 mai 1925, à Rome, dans le cadre solennel de la basilique Saint-Pierre. Il s'agit d'un événement d'une ampleur exceptionnelle, aussi bien par sa signification spirituelle que par l'affluence qu'il suscite. Plus de 500 000 fidèles sont présents à Rome, venus du monde entier, bien que seuls quelques milliers d'entre eux puissent pénétrer dans la basilique elle-même, dont la capacité est limitée à environ 60 000 personnes. L'événement est diffusé par radio, ce qui est encore rare à l'époque, et commenté dans la presse catholique internationale.
La cérémonie est présidée par le pape Pie XI, qui voue une grande admiration à Thérèse, qu'il qualifie déjà de « perle de son pontificat ». Il célèbre cette canonisation avec une ferveur particulière. Il a lui-même ordonné que les procédures canoniques soient accélérées, ce qui explique que Thérèse soit élevée sur les autels à peine 28 ans après sa mort — un cas exceptionnel dans l'histoire moderne de l'Église.
Le rite de canonisation suit les étapes traditionnelles : la lecture solennelle de la demande par le postulateur, les réponses rituelles du pape, la proclamation du décret de canonisation, le chant du Te Deum, puis la messe pontificale. La bulle de canonisation, intitulée Vehementer exultamus hodie, est ensuite publiée. Elle proclame que Thérèse de l'Enfant-Jésus et de la Sainte-Face est désormais inscrite au catalogue des saints de l'Église catholique et que son culte est autorisé dans le monde entier.
Dans son homélie prononcée ce jour-là, intitulée Benedictus Deus, Pie XI souligne l'exemplarité de la vie de Thérèse, sa sainteté dans les gestes du quotidien, et l'importance de sa « petite voie » spirituelle fondée sur l'humilité, l'amour, et la confiance absolue en Dieu. Il affirme que son message est d'une actualité brûlante pour un monde blessé par la Première Guerre mondiale, en quête de sens et de paix intérieure, et que Thérèse est une « étoile de [son] pontificat ».. Il évoque aussi la fécondité missionnaire de Thérèse, bien qu'elle n'ait jamais quitté son carmel, et annonce son intention de la proclamer patronne secondaire des missions, ce qui sera fait en 1927.
La délégation française venue à Rome comprend des représentants du clergé, mais aussi des membres de la famille Martin, dont plusieurs religieuses du carmel de Lisieux, ainsi que de nombreux fidèles normands. L'événement est couvert par des journaux catholiques majeurs comme La Croix, L'Osservatore Romano, et des publications religieuses internationales. La France catholique célèbre cette canonisation comme une reconnaissance officielle de la sainteté populaire dont Thérèse fait l'objet depuis des décennies. Dès le lendemain, des églises, des rues et des écoles commencent à porter son nom.

## Postérité
En 1927, Thérèse est proclamée patronne secondaire des missions aux côtés de saint François Xavier. En 1944, elle devient également patronne secondaire de la France.
Le 19 octobre 1997, pour le centenaire de sa mort, le pape Jean-Paul II la proclame docteure de l'Église, soulignant sa « science de l'amour divin ».
Sa canonisation rapide, à peine 28 ans après sa mort, en fait l'une des plus marquantes du XXe siècle. Elle demeure une figure de référence majeure pour la spiritualité catholique contemporaine.